# Фуртадо, Пабло
Пабло Николас Фуртадо Хименес (исп. Pablo Nicolás Furtado Giménez; род. 4 февраля 2004, Такуарембо) — уругвайский футболист, полузащитник клуба «Бостон Ривер».

## Клубная карьера
Фуртадо — воспитанник клуба «Бостон Ривер». 16 июля 2021 года в матче против «Прогресо» он дебютировал в уругвайской Сегунде.